# 体育中心站 (乌鲁木齐市)
体育中心站（維吾爾語：تەنتەربىيە مەركىزى بېكىتى‎，拉丁维文：Tenterbiye Merkizi békiti）是乌鲁木齐地铁1号线的地铁车站，位于中国新疆维吾尔自治区乌鲁木齐市新市区北京中路与河北路交叉口，于2018年10月25日开通。

## 车站结构

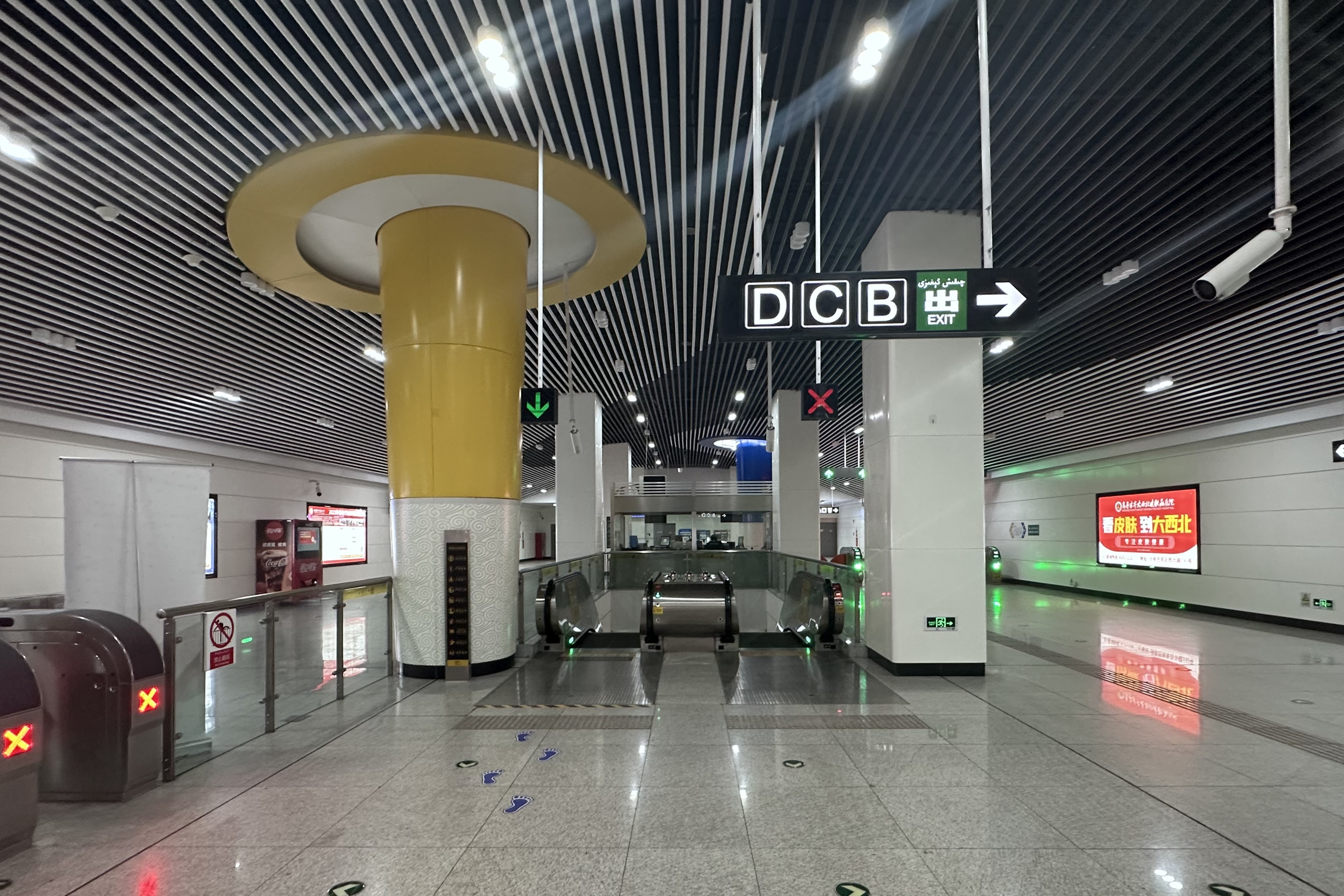
站厅

体育中心站沿北京中路南北向设置，为地下二层岛式站台车站，车站长226米，车站地下一层为站厅层，地下二层为站台层，站台设置全高站台门。
| 地面              | 出入口 | B、C、D出入口                                                                                               |
| 地下一层          | 站厅   | 客服中心、自动售票机、验票机                                                                                |
| 地下二层          | 站台   | \| \| \| █ 1号线往国际机场（植物园） \| \| 島式 · 開左邊车门 \| \| \| \| \| \| █ 1号线往三屯碑（铁路局） \| |
|                   |        | █ 1号线往国际机场（植物园）                                                                                 |
| 島式 · 開左邊车门 |        | |
|                   |        | █ 1号线往三屯碑（铁路局）                                                                                   |

## 车站出口
体育中心站目前开放3个出入口，各出口及周围设施如下所示：
| 编号                | 出入口信息                         | 照片 | 无障碍设施 |
| ------------------- | ---------------------------------- | ---- | ---------- |
| B · 出口            | 北京中路东侧，八户地清真大寺       |      | 不適用     |
| C · 出口 · （设有） | 北京中路东侧，新疆体育中心         |      |            |
| D · 出口            | 北京中路西侧，新疆铁道职业技术学院 |      | 不適用     |
| 图例： 设有         |                                    |      |            |

## 接驳交通

### 公交车
- 二工：43路，54路，56路，76路，152路，535路，913路，3406路，6502路，BRT1路，软件园1A路
- 自治区体育馆：76路，152路，913路

## 车站历史
- 2018年10月25日，车站随1号线北段通车开通[1]。
- 2020年
  - 2月2日，受新冠疫情影响，车站暂停运营[3]。3月11日，车站恢复运营[4]。
  - 7月16日，受新冠疫情影响，车站暂停运营[5]。9月20日，车站恢复运营[6]。
- 2024年5月1日，车站C出入口及附属无障碍电梯开通[7]。